# Gueorgui Sedov
Gueorgui Yákovlevich Sedov (Гео́ргий Я́ковлевич Седо́в ) (Kriváya Kosá, distrito de Taganrog, 5 de mayo (23 de abril) de 1877 - 5 de marzo (20 de febrero) de 1914) fue un marino y explorador ruso del Ártico que falleció en un intento de alcanzar el Polo Norte. 

## Biografía
Gueorgui Sedov nació en la aldea de Kriváya Kosá, en el distrito de Taganrog, (en la actualidad Raión de Novoazovsk) en una familia de pescadores. En 1898, Sedov terminó los cursos de navegación en Rostov del Don y adquirió el rango de navegante de viajes largos. En 1901, realizó un grado externo en el Cuerpo de cadetes de la Marina, pasando todos los exámenes y siendo ascendido al rango de teniente.
En 1902-03, Sedov participó en una expedición hidrográfica al océano Ártico. Durante la Guerra Ruso-Japonesa, estuvo al mando en 1905 de una buque torpedero. En 1909, dirigió una expedición científica que describió la desembocadura del siberiano río Kolymá, en el mar de Siberia Oriental. Un año más tarde Sedov exploró la bahía de Krestóvaya en el archipiélago de Nueva Zembla. 

### La expedición al Polo Norte
En 1912, sugirió realizar una expedición rusa con trineos para llegar al Polo Norte. El gobierno zarista se negó a financiar este proyecto, y la expedición se organizó con la ayuda de fuentes independientes . El 14 de agosto (27) de 1912, Sedov zarpó del puerto del mar Blanco de Arjánguelsk a bordo del buque Svyatói Múchenik Foká («San Mártir Focas»). Tuvo que permanecer durante el invierno cerca de Nueva Zembla, ya que la banquisa era totalmente infranqueable. La expedición logró llegar en agosto de 1913 al archipiélago de Tierra de Francisco José, donde nuevamente tuvo que quedarse un segundo invierno en la bahía de Tíjaya debido a la falta de carbón.
El 15 de febrero (2 de febrero) de 1914, Sedov (ya enfermo de escorbuto) y dos de los hombres de su tripulación, G. Linnik y A. Pustótny, partieron hacia el Polo Norte en una partida con trineos tirados por perros. Antes de llegar a la isla de Rudolf, Sedov murió y fue enterrado en cabo Auk, en dicha isla. 
En el camino de regreso, en la Tierra de Francisco José, el Svyatói Foká rescató a los dos únicos supervivientes de la expedición Brusílov (1912-14), Valerián Albánov y Alexander Konrad. Albánov y Konrad eran los únicos supervivientes de una expedición que había emprendido el regreso a pie después de que su barco quedara atrapado en la banquisa. Finalmente, solamente ellos dos lograron llegar a cabo Flora, en la isla Northbrook, donde sabían había un campamento con provisiones que había dejado allí Fridtjof Nansen en 1896. Cuando se preparaban para una nueva invernada, casualmente el Svyatói Foká los encontró. El barco estaba prácticamente desmantelado porque se había quedado sin carbón para navegar entre los icebergs. Así, antes de llegar a tierra, Albánov pensó sufrir de nuevo un problema ya vivido:

Nos rodeaba el hielo por todas partes. Se había acumulado tanto que habíamos llegado a pensar que nunca tendríamos vía libre. Estábamos considerando ya la posibilidad de abandonar el barco y dirigirnos a Nueva Zemlia en el bote salvavidas grande. Habíamos preparado previamente víveres para dos días. Sería imposible pasar el invierno a bordo de un navío que no era más que un casco y un motor, por no hablar ya de la falta de provisiones. Así que no veíamos ninguna alternativa más.
Valerián Albánov, En el país de la muerte blanca, 1917, pág. 197.

En la expedición de Sedov también participó Vladímir Wiese, que llegará a ser uno de los más reconocidos oceanógrafos especializado en el Ártico.

## Reconocimientos
Varios accidentes geográficos del Ártico llevan su nombre, como dos golfos y un pico en Nueva Zembla, un glaciar y un cabo de la Tierra de Francisco José, una isla en el mar de Barents y un cabo en el Antártida. 
Uno de los buques rompehielos de la marina rusa llevó en su honor su nombre, Gueorgui Sedov y el buque escuela STS Sedov que es el velero tradicional operativo más grande del Mundo debe su hombre también al explorador.